# Hàl·lux rígid
L'hàl·lux rígid (conegut en llatí com a hallux rigidus) és una degeneració artròsica que afecta a l'articulació metatarsofalàngica, a la base de l'hàl·lux (el dit gros del peu).

## Signes i símptomes
A la base del primer dit:
- Dolor i dificultat en fer certes activitats (caminar estona, córrer, estar en gatzoneta).
- Rigidesa a l'articulació.
- Inflor i inflamació al voltant de l'articulació.

Encara que el trastorn és degeneratiu, pot aparèixer en pacients relativament joves, especialment esportistes actius que en algun moment han sofert un traumatisme a l'articulació.

## Tractament

### No quirúrgic
El tractament precoç per a casos lleus pot incloure sabates amb la sola en balancí (per disminuir la flexió del dit en fer el pas), medicaments (antiinflamatoris) o infiltracions (glucocorticoides per reduir la inflamació i el dolor). Es poden recomanar programes de fisioteràpia, tot i que hi ha evidències molt limitades que proporcionen beneficis per reduir el dolor i millorar la funció de la articulació.

### Cirurgia
En alguns casos, la cirurgia és l'única manera d'eliminar o reduir el dolor.